# Beyde Marjam I
Beyde Marjam I (gyyz በእደ ማርያም ba'ida māryām) (ur. 1448 – zm. 1478) – cesarz Etiopii w latach 1468-1478. 
Beyde Marjam urodził się w 1448. Jego ojcem był cesarz Zara Jaykob Konstantyn, matką zaś Tsyjon Mogesa. W młodości został oskarżony przez ojca o udział w zamachu stanu, za co wraz z matką został skazany na śmierć. Beyde Myrjama ocaliło wstawiennictwo mnichów z Debre Libanos, po którym został mianowany przez cesarza następcą tronu. 
Swoje rządy rozpoczął od powszechnej amnestii. Anulował rozporządzenia swojego ojca Zary Jaykoba zmierzające do umocnienia władzy centralnej, przywracając na stanowiska usuniętych możnowładców. Cesarz wspierał tendencje odśrodkowe, szanował lokalne zwyczaje i tradycje, co nie tyczyło się jednak lokalnych kultów religijnych. Beyde Marjam rozszerzył swoje panowanie o terytorium Kolanto, zmieniając potem jego nazwę na Atronse Ygzyytne Maryam (Tron Pani Naszej Marii). Uczynił to poprzez zjednanie sobie ludności bogatymi podarunkami, dla umocnienia zaś więzi nowych poddanych z cesarstwem wybudował tam okazałą świątynie. Beyde Marjam podporządkował sobie również militarnie krainy Doba i Tselemt. Cesarz zmarł 8 listopada 1478 roku w wyniku zatrucia.